# Pirata cereipes
Pirata cereipes este o specie de păianjeni din genul Pirata, familia Lycosidae. A fost descrisă pentru prima dată de L. Koch, 1878. Conform Catalogue of Life specia Pirata cereipes nu are subspecii cunoscute.